# Neoplocaederus iridescens
Neoplocaederus iridescens es una especie de escarabajo longicornio del género Neoplocaederus, tribu Cerambycini, subfamilia Cerambycinae. Fue descrita científicamente por Atkinson en 1953.

## Descripción
Mide 22-34 milímetros de longitud.

## Distribución
Se distribuye por Gabón, Ghana y República Democrática del Congo.